# Westland Lynx
Westland Lynx je britanski večnamenski vojaški helikopter, ki ga je zasnovalo podjetje Westland Helicopters. Originalno namenjen za civilno in mornarsko uporabo je pozneje zaradi dobrih sposobnosti (visoke hitrosti) našel uporabo tudi na drugi področjih npr. proti tankom, iskanje in reševanje ter protipodomorniško delovanje. Nekaj časa je držal rekord za najhitrejši rotorski zrakoplov - 216 vozlov, ki ga je pozneje neuradno prevzel žirodin Sikorsky X2.
Lynx je bil prvi helikopter na svetu sposoben akrobacij. Westland 30 je bil civilna verzija, ki pa ni bil komercialni uspeh. V 21. stoletju so predstavili modernizirano verzijo AgustaWestland AW159 Wildcat, ki naj bi vstopila v uporabo leta 2014. Lynx je še vedno v proizvodnji pri podjetju AgustaWestland - nasledniku Westland Helicopters.
Westland je razvil Westland WG.13 v 1960ih kot naslednika Westland Scout in Wasp in bolj moderna alternativa UH-1 Iroquois.  Francosko podjetje Aérospatiale je po anglo-francoskem dogovoru imel 30% delež, 70% pa Westland. Francozi naj bi kupili Lynxe za Francosko kopensko vojsko, Britanci pa  Aérospatiale Gazelle in Puma. Francozi so potem preklicali naročilo za kopensko vojsko, je pa francoska mornarica naročila nekaj helikopterjev.
-
Lynx poganjata dva turbogredna motorja Rolls-Royce Gem in ima štirikraki glavni rotor.Lynx je prvič poletel 21. marca 1971.

## Tehnične specifikacije (Super Lynx Series 100)
- Posadka: 2 ali 3
- Kapaciteta: 8 vojakov
- Tovor: 1 480 kg
- Dolžina: 15,241 m (50 ft)
- Premer rotorja: 12,80 m (42 ft)
- Višina: 3,734 m za mk7; 3,785 m za mk9 (12,25 ft za mk7; 12,41 ft za mk9)
- Površina rotorja: 128,71 m² (1 385 ft²)
- Prazna teža: 3 291 kg (7 255 lb)
- Maks. vzletna teža: 5 330 kg (11 750 lb)
- Motorji: 2 × Rolls-Royce Gem turbogredna, 835 kW (1 120 KM) vsak

- Maks. hitrost: 324 km/h (201 mph)
- Dolet: 528 km (328 miles) s standardnimi tanki

- Orožje
- mornarska različica: 2 x torpedo ali 4x Sea Skua ali 2 x globinski bombi
- jurišna verzija: 2 x 20mm topa, 2 x 70mm rakete CRV7, 8 x TOW ATGM
- splošna oborožitev: 7,62mm strojnice (AH.7 and AH.9), Browning AN/M3M .50 calibre strojnica (HAS.3 and HMA.8)